# Eulithobius fattigi
Eulithobius fattigi är en mångfotingart som beskrevs av Chamberlin 1945. Eulithobius fattigi ingår i släktet Eulithobius och familjen stenkrypare. Inga underarter finns listade i Catalogue of Life.